# Bonania domingensis
Bonania domingensis là một loài thực vật có hoa trong họ Đại kích. Loài này được (Urb.) Urb. mô tả khoa học đầu tiên năm 1924.